# Хелена (лек крайцер, 1938)
Хелена (на английски: USS Helena (CL-50)), е лек крайцер от типа „Бруклин“ на ВМС на САЩ от времето на Втората световна война. Построен е в края на 1930-те години. Става деветият и последен крайцер в своята серия. Кръстен е в чест на столицата на щата Монтана град Хелена Крайцерите от типа „Бруклин“ стават първите леки крайцери, построени от ВМС на САЩ в съответствие с ограниченията на Лондонския военноморски договор. Те са предназначени за противодействие на японските крайцери от типа „Могами“. Крайцерите от типа „Бруклин“ носят батарея от пятнадесет 6-дюймови (152-мм) оръдия, същият калибър като основните оръдия на крайцерите „Могами“. „Хелена“ и крайцерът-близнак „Сейнт Луис“ (на английски: USS St. Louis (CL-49)) имат ешелонен тип компонова на силовата установка и подобрена зенитна батарея.
Крайцерът е потопен при битката в залива Кула на 6 юли 1943 г.

## Конструкция
Дължината на USS Helena составлява 185 метра, ширина – 18,78 метра, газене – 6,93 м. Стандартната водоизместимост на крайцера е 10 000 дълги тона (10 160 т) и се увеличава до 12 207 дълги тона (12 403 т) при пълно натоварване. Корабът се задвижва от четири парни турбини Parsons, всяка от които привежда в движение един гребен вал, изполвайки парата, изработвана от осем нефтени котли Babcock & Wilcox. За разлика от другите крайцери на типа „Бруклин“, USS Helena и „Сейнт Луис“ котелните и машинните отделения са разположени ешелонно. Турбините с мощност 100 000 к.с. (близо 75 000 кВт) трябва да позволяват развиването на максимална скорост от 32,5 възела (60,2 км/ч). Корабът има далечина на плаване от 10 000 морски мили (18 520 км) при скорост 15 възела (28 км/ч). Крайцерът носи четири хидросамолета „Curtiss SOC Seagull“ за въздушно разузнаване, пускани от два авиационни катапулта на кърмата. Екипажът на кораба наброява 52 офицера и 836 редови.

## История на службата
Построеният към края на 1939 г., крайцерът „Хелена“ провежда първите две години от своята кариера в ученията на мирното време, които стават интензивни с ръста на напрежението между Съединените Щати и Япония през 1941 г. Корабът е торпилиран при |нападението над Пърл Харбър през декември 1941 г. и е ремонтиран и модернизиран през 1942 г.
След връщането си в строй USS Helena е придаден на силите, участващи в Гуадалканалската кампания в южната част на Тихия океан. Там крайцерът взема участие в двете големи нощни сражения с японските кораби през октомври и ноември 1942 г. Първото сражение при нос Есперанс, в нощта на 11 по 12 октомври, води до поражението на японците. 6-дюймовите оръдия на „Хелена“ първи откриват огън и помагат да се потопи японски тежък крайцер и разрушител. Във втория бой, в първия ден на морското сражение за Гуадалканал, на 13 ноември, японците понасят аналогично поражение. Крайцерът „Хелена“ помага да се разбие японската оперативна група, в която влизат два бързоходни линкора, един от които е изваден от строя със силния американски огън и на следващия ден е потопен. Крайцерът „Хелена“ унищожава разрушител и поврежда в боя няколко други, оставайки при това относително невредим. По време на своя рейд в южната част на Тихия океан корабът, също така, съпровожда конвои с припаси и подкрепления за морската пехота, сражаваща се на Гуадалканал, и обстрелва японските позиции на острова и на други места от Соломоновите острови.
След победата на американците на Гуадалканал, в началото на 1943 г., съюзните войски започват подготовка за завладяване на Соломоновата верига, отначало Нова Джорджия. Крайцерът „Хелена“ взема участие в серията от подготовителните атаки по островите до средата на 1943 г., кулминацията на които става морският десант в залива Кула на 5 юли. На следващата нощ, при опит да прехване японска ескадра с подкрепления, крайцерът „Хелена“ е торпилиран и потопен при битката в залива Кула. ПО-голямата част от екипажа е спасена от два разрушителя, основно от разрушителя „Редфорд“ (USS Radford (DD-446)), част се добира до Нова Джорджия, откъдето моряците са евакуирани на следващия ден, но над сто остават в морето в течение на два дена. Част от матросите, от тази част на екипажа, доплуват до окупираната от японците Веля Лавела. Там някои от тях са скрити от японските патрули от местните жители на Соломоновите острови и от отряд на бреговата охрана са евакуирани в нощта на 15 по 16 юли.
Мястото на потъването на крайцера „Хелена“ е открито през 2018 г.

## Коментари
1. ↑  Буквите показват принадлежността към определен класː ВВ – линкор, СС, CL, СА – съответно линеен, лек или тежък крайцер, CV – самолетоносач, DD – разрушител, SS – подводница и т.н.